# 常盤木学園高等学校
常盤木学園高等学校（ときわぎがくえんこうとうがっこう）は、宮城県仙台市青葉区小田原四丁目にある私立高等学校。普通科と音楽科の2学科が設置されており、音楽科に限り男子の入学も認めているが、女子校とされている。
かつては中学校もあったが、2005年（平成17年）3月をもって廃止された。通称は「常盤木」。

## 概要
制服は、女子は4本線のセーラー服に、「常盤木」を表す緑色のスカーフを結び、ボトムスは紺色のプリーツスカートで、創立時から一貫して採用しているデザインである。2008年（2学期）から、パンタロン（スラックス）も選択できるようになったが、セーラー服を採用の私学としては珍しい。
校歌は土井晩翠作詞、福井文彦作曲である。
部活動では、主にサッカー部が全国的にも有名。獲得した全国タイトルは、高校女子選手権5回・インターハイ1回・全日本女子ユース3回・選抜高校女子大会6回・国体2回と全国高校女子最多計17回の優勝を誇る。2010年から日本女子サッカーリーグの2部に相当する「なでしこチャレンジリーグ」の東ディビジョンに所属し、2010年・2011年・2013・2015年の計4回チャレンジリーグ優勝を果たしている。1部の「なでしこリーグ1部」には加盟申請していないため、現在は昇格できない。また同部からは多くの選手をなでしこジャパンやなでしこリーグ、WEリーグへ輩出している。

## 沿革
- 1928年（昭和3年）
  - 2月、「常盤木学園高等女学校」創立[3]。
  - 4月、仙台市東二番丁（現・仙台市青葉区）の仮校舎にて開校[3]。高等女学科（修業年限4年、定員400名）および家政専攻科（修業年限2年、定員60名）を設置[3]。
  - 10月25日、校舎の建築許可を宮城県知事に申請[3]。
  - 12月、仙台市元柳町（現・仙台市青葉区桜ヶ岡公園、北緯38度15分43.1秒 東経140度51分43.1秒）[4][5] に完成したフランク・ロイド・ライト式の新校舎に移転[3]。
- 1934年（昭和9年）、専攻科第2部（裁縫科）を設置。
- 1935年（昭和10年）10月21日、校舎の増築を申請。このとき、ライトに師事した遠藤新が設計に関わった[3]。
- 1936年（昭和11年）、家庭寮花嫁学校を設置。
- 1945年（昭和20年）7月10日、仙台空襲で校舎焼失。尚絅女学院、仙台市立片平丁小学校、仙台市立東六番丁小学校を転々とし、校舎を間借りして授業を実施。
- 1947年（昭和22年）、仙台市小田原金剛院丁（現・仙台市青葉区小田原四丁目）[6] の畑地に新校舎を建設して移転。
- 1948年（昭和23年）、学制改革により、「常盤木学園中学校・高等学校」に改称。
- 1961年（昭和36年）、高等学校に音楽科を設置。
- 2005年（平成17年）
  - 3月31日、中学校を廃止[7][8]。
  - 4月1日、音楽科を男女共学化[9]。

## 設置学科
- 全日制
  - 普通科
  - 音楽科

## 交通アクセス
- 仙台市営バス
  - 常盤木学園前下車、徒歩5分
  - 宮町三丁目下車、徒歩10分
  - 中江公園前下車、徒歩6分
- 東日本旅客鉄道（JR東日本）各線「仙台駅」東口より徒歩20分
- 東日本旅客鉄道（JR東日本）仙山線「東照宮駅」より徒歩20分
- 仙台市地下鉄東西線「宮城野通駅」から徒歩15分

## 著名な卒業生
| 氏名       | 卒業年度 | 分野         | 備考                                       |
| ---------- | -------- | ------------ | ------------------------------------------ |
| 遊佐未森   | 1981年   | 芸能         | 歌手                                       |
| 松戸思奈   | 1991年   | 競泳         | 1992年バルセロナオリンピック日本代表       |
| 中田麻衣子 | 2001年   | サッカー     | 愛媛FCレディース所属                       |
| 渡辺樹里   | 2002年   | サッカー     | バニーズ京都SC所属                         |
| 宮川葉月   | 2003年   | サッカー     | 伊賀FCくノ一所属                           |
| 佐藤聡美   | 2004年   | 芸能         | 声優                                       |
| 鮫島彩     | 2005年   | サッカー     | 大宮アルディージャVENTUS所属               |
| 中川千尋   | 2005年   | サッカー     | 岡山湯郷Belle所属                          |
| 佐山万里菜 | 2005年   | ボクシング   | 元サッカー選手                             |
| 原綾子     | 2005年   | 芸能         | 2012 ミス・ユニバース日本代表              |
| 與山このみ | 2006年   | サッカー     |                                            |
| 田子亜貴   | 2006年   | サッカー     |                                            |
| 田中明日菜 | 2006年   | サッカー     | INAC神戸レオネッサ所属                     |
| 森本華江   | 2007年   | サッカー     |                                            |
| 小原由梨愛 | 2008年   | サッカー     | アルビレックス新潟レディース所属           |
| 熊谷紗希   | 2008年   | サッカー     | オリンピック・リヨン所属                   |
| 後藤三知   | 2008年   | サッカー     | 浦和レッドダイヤモンズ・レディース所属     |
| 櫻本尚子   | 2008年   | サッカー     | ジェフユナイテッド市原・千葉レディース所属 |
| 佐藤冴香   | 2009年   | バドミントン | バドミントン日本代表                       |
| 中村楓     | 2009年   | サッカー     | アルビレックス新潟レディース所属           |
| 京川舞     | 2011年   | サッカー     | INAC神戸レオネッサ所属                     |
| 斉藤みゆ   | 2011年   | 芸能         | AV女優                                     |
| 仲田歩夢   | 2011年   | サッカー     | RB大宮アルディージャWOMEN所属              |
| 道上彩花   | 2012年   | サッカー     | INAC神戸レオネッサ所属                     |
| 佐藤早也伽 | 2012年   | 陸上競技     | 積水化学工業女子陸上競技部所属             |
| 川﨑咲耶   | 2014年   | サッカー     | 伊賀FCくノ一三重所属                       |
| 白木星     | 2014年   | サッカー     |                                            |
| 西川彩華   | 2014年   | サッカー     | ジェフユナイテッド市原・千葉レディース所属 |
| 市瀬菜々   | 2015年   | サッカー     | マイナビ仙台レディース所属                 |
| 樫原まゆ   | 2015年   | サッカー     |                                            |
| 小林里歌子 | 2015年   | サッカー     | 日テレ・東京ヴェルディベレーザ所属         |
| 古舘知都   | 2015年   | サッカー     | オルカ鴨川FC所属                           |
| 鈴木あぐり | 2016年   | サッカー     |                                            |
| 沖野くれあ | 2017年   | サッカー     | 伊賀FCくノ一三重所属                       |
| 西野朱音   | 2019年   | サッカー     | マイナビ仙台レディース所属                 |

## その他
- 2010年（平成22年）9月、SKE48の4枚目のシングル「1!2!3!4! ヨロシク!」のPVが当校で撮影され[11]、生徒500名も出演した。
- 2011年（平成23年）3月11日に東北地方太平洋沖地震（東日本大震災）が発生すると、SKE48公式サイトにSKE48から当校へのメッセージが公表された[12]。同年7月4日にはツアーの合間を縫ってSKE48のメンバーが来校し、応援メッセージが書かれた「SKE48フラッグ」を贈呈して在校生らと交流した[11]。